# 테이크 (음악 그룹)
테이크(Take)는 2003년 블루엔터테인먼트가 결성한 대한민국의 보컬 듀오이다. 2003년 4월 17일에 '어느 봄 날에'(1 Story)로 데뷔했다. 장르는 발라드와 댄스이다.

## 구성원

### 현재 구성원
- 신승희
- 장성재

### 과거 구성원
- 김도완
- 이민혁
- 이승현